# エバー・グリーン・ラブ〜人間という名の大きな樹
「エバー・グリーン・ラブ〜人間という名の大きな樹」（Ever green love ひとというなのおおきなき）は、『24時間テレビ 「愛は地球を救う」』第5回（1982年）から第14回（1991年）まで使用されたテーマソング。

## 概要
現在の「サライ」以前に長らくグランドフィナーレに使用されていた番組テーマソングであり、「LOVE SAVES THE EARTH」や「愛はマジック」同様、番組リニューアルに伴い一切使用されなくなった。
第12回（1989年）には永作幸男の編曲で、アレンジを新たにしたニューバージョンが登場し、その年のオープニングとフィナーレの冒頭で披露しているが、前述のとおり1992年に番組の大幅なリニューアルに伴い同楽曲が使用されなくなったため、使用されたのは3年と短期間に留まり、その後は聴くことが出来なくなった。一部のNNN系列地方局ではリニューアル後も番組の協賛CM（特に、1992年は『サライ』がまだ完成する前だったため各系列局で使用されていた）で使用されるケースがあったが、近年では使用されるケースもほぼ無くなっている模様。

## 収録作品
本楽曲は、『24時間テレビ 「愛は地球を救う」』第5回で放送されたアニメ『アンドロメダ・ストーリーズ』の主題歌シングル「永遠の一秒」（バップ 10052-07）のB面に収録された。